# División de Honor 1982-1983 (hockey su pista)
La División de Honor 1982-1983 è stata la 14ª edizione del torneo di primo livello del campionato spagnolo di hockey su pista. La competizione è iniziata il 18 settembre 1982 e si è conclusa il 1º maggio 1983. Il torneo è stato vinto dal Liceo La Coruña per la prima volta nella sua storia.

## Stagione

### Novità
A prendere il testimone dell'HP Claret, del Jolaseta, dell'Arenys de Munt e del Calafell retrocesse dopo la stagione regolare in Primera Division vi furono, vincendo la fase finale del campionato cadetto, l'Alcobendas, il Ripoll, il Tenerife e il Vilanova.

### Formula
La División de Honor 1982-1983 vide ai nastri di partenza sedici club; la manifestazione fu organizzata con un girone all'italiana, con gare di andata e ritorno per un totale di 30 giornate: erano assegnati 2 punti per l'incontro vinto e un punto a testa per l'incontro pareggiato, mentre non ne era attribuito alcuno per la sconfitta. Al termine del campionato la squadra prima classificata venne proclamata campione di Spagna mentre la quattordicesima, la quindicesima e la sedicesima retrocedettero direttamente in Primera Division, il secondo livello del campionato.

## Squadre partecipanti
| Club            | Stagione | Città                    | Stadio                      | Stagione precedente                                 |
| --------------- | -------- | ------------------------ | --------------------------- | --------------------------------------------------- |
| Alcobendas      |          | Alcobendas               |                             | 1º posto nel girone 1 in Primera Division, promosso |
| Barcellona      | dettagli | Barcellona               | Palau Blaugrana             | 1º posto in División de Honor                       |
| Cerdanyola      | dettagli | Cerdanyola del Vallès    |                             | 12º posto in División de Honor                      |
| Cibeles         | dettagli | Oviedo                   |                             | 3º posto in División de Honor                       |
| Liceo La Coruña | dettagli | La Coruña                | Pazo dos Deportes de Riazor | 2º posto in División de Honor                       |
| Mollet          |          | Mollet del Vallès        |                             | 8º posto in División de Honor                       |
| Noia            | dettagli | Sant Sadurní d'Anoia     |                             | 9º posto in División de Honor                       |
| Reus Deportiu   | dettagli | Reus                     |                             | 6º posto in División de Honor                       |
| Reus Ploms      |          | Reus                     |                             | 10º posto in División de Honor                      |
| Ripoll          |          | Ripoll                   |                             | 1º posto nel girone 2 in Primera Division, promosso |
| Sentmenat       | dettagli | Sentmenat                |                             | 4º posto in División de Honor                       |
| Tenerife        | dettagli | Santa Cruz de Tenerife   |                             | 1º posto nel girone 3 in Primera Division, promosso |
| Tordera         | dettagli | Tordera                  |                             | 5º posto in División de Honor                       |
| Vic             | dettagli | Vic                      |                             | 7º posto in División de Honor                       |
| Vilanova        | dettagli | Vilanova i la Geltrú     |                             | 1º posto nel girone 4 in Primera Division, promosso |
| Voltregà        | dettagli | Sant Hipòlit de Voltregà |                             | 11º posto in División de Honor                      |

## Classifica finale
|                   | Pos. | Squadra         | Pt | G  | V  | N | P  | GF  | GS  | DR   |
| ----------------- | ---- | --------------- | -- | -- | -- | - | -- | --- | --- | ---- |
| Spagna (bandiera) | 1.   | Liceo La Coruña | 54 | 30 | 26 | 2 | 2  | 186 | 66  | +120 |
| [ 1 ]             | 2.   | Barcellona      | 53 | 30 | 26 | 1 | 3  | 214 | 58  | +156 |
|                   | 3.   | Reus Deportiu   | 50 | 30 | 24 | 2 | 4  | 157 | 70  | +87  |
|                   | 4.   | Noia            | 37 | 30 | 15 | 7 | 8  | 125 | 98  | +27  |
|                   | 5.   | Voltregà        | 37 | 30 | 17 | 3 | 10 | 125 | 111 | +14  |
|                   | 6.   | Tordera         | 34 | 30 | 16 | 2 | 12 | 114 | 105 | +9   |
|                   | 7.   | Cibeles         | 33 | 30 | 15 | 3 | 12 | 118 | 107 | +11  |
|                   | 8.   | Mollet          | 32 | 30 | 15 | 2 | 13 | 137 | 117 | +20  |
|                   | 9.   | Sentmenat       | 30 | 30 | 13 | 4 | 13 | 112 | 123 | -11  |
|                   | 10.  | Vic             | 23 | 30 | 10 | 3 | 17 | 115 | 143 | -28  |
|                   | 11.  | Reus Ploms      | 23 | 30 | 10 | 3 | 17 | 91  | 143 | -52  |
|                   | 12.  | Cerdanyola      | 20 | 30 | 9  | 2 | 19 | 113 | 150 | -37  |
|                   | 13.  | Vilanova        | 18 | 30 | 7  | 4 | 19 | 119 | 170 | -51  |
|                   | 14.  | Alcobendas      | 17 | 30 | 7  | 3 | 20 | 96  | 159 | -63  |
|                   | 15.  | Tenerife        | 13 | 30 | 6  | 1 | 23 | 96  | 187 | -91  |
|                   | 16.  | Ripoll          | 6  | 30 | 3  | 0 | 27 | 81  | 192 | -111 |

Legenda:
  Vincitore della Coppa del Re 1983.
      Campione di Spagna e ammessa alla Coppa dei Campioni 1983-1984.
      Eventuali squadre ammesse alla Coppa dei Campioni 1983-1984.
      Ammessa alla Coppa delle Coppe 1983-1984.
      Ammessa alla Coppa CERS 1983-1984.
      Retrocesse in Primera Division 1983-1984.
Note:
Due punti a vittoria, uno a pareggio, zero a sconfitta.